# 佐味宿那麻呂
佐味 宿那麻呂（さみ の すくなまろ）は、飛鳥時代の人物。名は少麻呂とも。姓は君のち朝臣。672年の壬申の乱で大海人皇子（天武天皇）側について戦い、河内から大和に進攻する敵軍に対して大坂の道を守った。冠位は直広肆・撰善言司。

## 出自
佐味氏（佐味君）は上毛野氏の一族。佐味の名称は上野国緑野郡佐味郷に由来し、畿内における本拠は大和国十市郡佐味と考えられる。

## 経歴
壬申の年（672年）の6月29日に倭京を襲って挙兵した大伴吹負は、初動の成功を美濃国不破宮にいる大海人皇子に伝えるために使者を出した。宿那麻呂は、大伴安麻呂、坂上老と共にこの使者になった。大海人皇子はこの頃不破のそばの野上にあり、不破には軍の主力が集結中であった
その後宿那麻呂は吹負のもとに戻り、及楽山（奈良）に北進する軍に加わった。吹負はその途上の稗田で、おそらく7月2日に、河内国から敵の大軍が来たという情報を得た。そこで数百人ずつの三部隊を派遣して防がせた。佐味少麻呂は、数百人を率いて大坂に駐屯した。この大坂は大阪のことではなく、生駒山地を東西に通る道の一つである。『日本書紀』は、竜田に派遣された坂本財ら三百人の部隊が、敵と連戦したことを伝えるが、佐味の部隊の行動については何も記さない。坂本らの部隊と協同して戦ったのか、動かなかったのか不明である。いずれにせよ、おそらく7月5日に、壱伎韓国の大軍が押し寄せると、みな退却を余儀なくされた。
天武天皇13年（684年）11月1日に、佐味君など52氏が朝臣の姓を授かった。天武天皇14年（685年）9月15日に、国司・郡司と百姓の様子を巡察する使者が全国に派遣された。直広肆の佐味朝臣少麻呂は、判官1人史1人を部下として山陽の使者に任命された。
持統天皇3年（689年）6月2日に、志貴皇子・佐味宿那麻呂・羽田斉・伊余部馬飼・調老人・大伴手拍・巨勢多益須は撰善言司に任じられた。このときも宿那麻呂の冠位は直広肆であった。